# クルノスラヴ・ユルチッチ
クルノスラヴ・ユルチッチ（Krunoslav Jurčić、1969年11月26日 - ）は、クロアチアの元サッカー選手。元クロアチア代表。ポジションはミッドフィールダー。

## 来歴
1997年にクロアチア代表デビュー。1998 FIFAワールドカップのメンバーにも選ばれ、3試合に出場、3位となった。2000年までに21試合に出場した。

## 代表歴

### 出場大会
- クロアチア代表
  - 1998 FIFAワールドカップ

### 試合数
- 国際Aマッチ 21試合 0得点（1997年-2000年）[1]

| クロアチア代表 | 国際Aマッチ | 国際Aマッチ |
| 年             | 出場        | 得点        |
| -------------- | ----------- | ----------- |
| 1997           | 6           | 0           |
| 1998           | 8           | 0           |
| 1999           | 3           | 0           |
| 2000           | 4           | 0           |
| 通算           | 21          | 0           |